# Меган Чанс
Меган Чанс (на английски: Megan Chance) е американска авторка на бестселъри в жанра исторически романс и на книги с историческа тематика.

## Биография и творчество
Меган Чанс е родена на 31 декември 1959 г. в Кълъмбъс, Охайо, САЩ, в протестантското семейство на Чалз Уилям и Анита Луис Чанс. Баща ѝ е консултант в образованието, а майка ѝ е медицинска сестра. Семейството се премества в щата Вашингтон докато тя е още дете. Винаги е искала да бъде писателка и в гимназията нейният учител я насочва към курсове за изучаване на писане и поезия с лектори утвърдени писатели. Завършва Университета на Западен Вашингтон през 1983 г. с бакалавърска степен по медийни комуникации.
След дипломирането си в периода 1983 – 1986 г. работи като фотограф на телевизионните новини в Сиатъл. От 1987 г. е специален координатор по обществените въпроси, а от 1989 г. е търговски директор на KUGS-FM.
По време на работата си към телевизията и радиото тя пише къси разкази и поезия, а в началото на 90-те започва да пише романси. Първият ѝ романс „A Candle in the Dark“ е публикуван през 1993 г. и е удостоен с наградата „РИТА“.
През 1995 г. Меган Чанс изцяло се посвещава на писателското си поприще. В периода 1993 – 1999 г. пише исторически романси. От 2000 г. пише книги на историческа тематика.
Член е на Асоциацията на писателите на романси на Америка. Популярен говорител е на писателски семинари и срещи. Както тя обича да казва – „Книгата е мост от писателя към читателя“.
Меган Чанс живее в предградие на Сиатъл със съпруга си и двете си дъщери. Обича да чете и да готви.

## Произведения

### Самостоятелни романи
- A Candle in the Dark (1993) – награда „РИТА“
- After the Frost (1994)
- The Portrait (1995)
Портретът, изд.: ИК „Бард“, София (1997), прев. Красимира Матева
- A Heart Divided (1996)
Разгневени сърца, изд.: ИК „Бард“, София (1998), прев. Васка Денева
- Fall from Grace (1997)
- The Way Home (1997)
- The Gentleman Caller (1998)
- A Season in Eden (1999)
- Seven Roads to Hell (2000)
- Susannah Morrow (2002)
- The Fatal Key (2002)
- An Inconvenient Wife (2004)
- The Spiritualist (2008)
- Prima Donna (2009)
- City of Ash (2011)
- Bone River (2012)
- Inamorata (2014)
- The Visitant (2015)
- A Drop of Ink (2017)

### Серия „Фиана“ (Fianna)
1. The Shadows (2014)
2. The Web (2015)
3. The Veil (2015)

- The Gift of the Deer (2015)
- The Lovespot (2015)
- The Fair-Haired Girl (2015)
- Underwave's Daughter (2015)